# Feldflieger-Abteilung 30
Feldflieger-Abteilung Nr. 30 – FFA 30 – jednostka obserwacyjna i rozpoznawcza lotnictwa niemieckiego Luftstreitkräfte z początkowego okresu I wojny światowej.

## Informacje ogólne
W momencie wybuchu I wojny światowej z dniem 1 sierpnia 1914 roku została utworzona we Fliegerersatz Abteilung Nr. 11 i weszła w skład większej jednostki 1 Kompanii Batalionu Lotniczego Nr 1 w Döberitz. Jednostka została przydzielona do AK II. Jednostka uczestniczyła w walkach na frontach zachodnim, wschodnim oraz w Macedonii.
15 listopada 1916 roku jednostka została przeformowana i zmieniona we Fliegerabteilung 30 – (FA 30).
W jednostce służyli m.in. Rudolf von Eschwege największy as jednostki. Rudolf von Eschwege w czasie służby w jednostce zestrzelił 13 samolotów oraz 4 balony. Karl Jentsch, Gustav Frädrich.

## Dowódcy eskadry
| Stopień | Nazwisko         | Okres                     |
| ------- | ---------------- | ------------------------- |
| Kapitan | Felix Wagenführ  | sierpień 1914 –           |
| Kapitan | Martin Niemöller | luty 1916 – kwiecień 1916 |
|         | Max Gissot       | – sierpień 1916           |